# Chiradzulu
Chiradzulu é um distrito do Malawi localizado na Região Sul. Sua capital é a cidade de Chiradzulu.